# Сернаділья
Сернаділья (ісп. Cernadilla) — муніципалітет в Іспанії, у складі автономної спільноти Кастилія-і-Леон, у провінції Самора. Населення — 159 осіб (2010).
Муніципалітет розташований на відстані близько 240 км на північний захід від Мадрида, 60 км на північ від Самори.
На території муніципалітету розташовані такі населені пункти: (дані про населення за 2010 рік)
- Сернаділья: 93 особи
- Сан-Сальвадор-де-Паласуело: 56 осіб
- Вальдемерілья: 10 осіб

## Демографія
Динаміка населення (INE ):